# Hoplitis albifrons
Hoplitis albifrons là một loài Hymenoptera trong họ Megachilidae. Loài này được Kirby mô tả khoa học năm 1837.